# Anodoration
Anodoration là một chi nhện trong họ Linyphiidae.

## Các loài
Các loài trong chi này gồm:
- Anodoration claviferum Millidge, 1991
- Anodoration tantillum (Millidge, 1991)